# ふくおか博多の人だより
『ふくおか博多の人だより』（ふくおかはかたのひとだより）は、RKBラジオで放送されているトーク番組である。放送時間は毎週土曜 17:30 - 17:35（JST）、パーソナリティは滝悦子。

## 番組内容
福岡で活躍する各界の人を電話やスタジオでトークをする5分間の番組。
| スタブアイコン | サブスタブ | この項目は、まだ閲覧者の調べものの参照としては役立たない、ラジオ番組に関連した書きかけの項目です。この項目を加筆・訂正などしてくださる協力者を求めています（P:ラジオ/PJ:放送番組）。 |